# Calliano Monferrato
Calliano Monferrato (Calian in piemontese) è un comune italiano di 1 213 abitanti della provincia di Asti in Piemonte. Fa parte della Comunità collinare Monferrato Valleversa e dell'Associazione dei Comuni del Monferrato. Si trova a circa 15 km a nord del capoluogo di provincia, posto a 258 metri s.l.m. su una collina che separa la Valle Versa dalla Valle Grana.
Da luglio 2022 il Comune di Calliano diviene ufficialmente Calliano Monferrato.
Così è stato deciso all’unanimità dal Consiglio Regionale, in base a quanto deliberato dal Consiglio comunale dello stesso Comune, sempre all’unanimità, il 26 novembre 2021 ed al parere favorevole del Consiglio provinciale di Asti.
La proposta dell’Esecutivo è stata presentata dall’assessore Vittoria Poggio.

## Storia

### Simboli
Lo stemma e il gonfalone del comune di Calliano sono stati concessi con il decreto del presidente della Repubblica del 6 aprile 1987.
(D.P.R. del 6 aprile 1987)
Il gonfalone è un drappo partito di bianco e d’azzurro.

## Monumenti e luoghi d'interesse
Sul suo territorio sono presenti notevoli beni architettonici: 
- Chiesa romanica di San Pietro dell'XI secolo
- Chiesa parrocchiale del Santissimo Nome di Maria del Settecento con alcuni pregevoli quadri
- Chiesa di San Michele del X secolo
- La Pirenta, fonte sulfurea, rinomata per le sue virtù curative e depurative

Sono da segnalare anche vari percorsi attrezzati per trekking, mountain bike ed equitazione.

## Società

### Evoluzione demografica
Abitanti censiti

### Etnie e minoranze straniere
Secondo i dati ISTAT al 31 dicembre 2009 la popolazione straniera residente era di 89 persone. Le nazionalità maggiormente rappresentate in base alla loro percentuale sul totale della popolazione residente erano:
- Albania 32 (2,29%)
- Romania 26 (1,86%)
- Marocco 15 (1,07%)

### Tradizioni e folclore
Calliano si distingue, come altri comuni piemontesi, per il suo Palio degli asini, conosciuto come "Paglio ragliante", che di regola si corre ad ottobre di ogni anno.
Nello sferisterio comunale, chiamato comunemente piazza del Palio, si disputa la corsa tra gli asini ed i palafrenieri, rappresentanti i dieci rioni di Calliano. La corsa viene preceduta dalla sfilata del corteo storico con le acrobazie degli sbandieratori e da balli e canti tradizionali.
I vincitori del Paglio
| Anno | Rione              | Asino     | Note                                  |
| ---- | ------------------ | --------- | ------------------------------------- |
| 1969 |                    |           | Non assegnato                         |
| 1970 | Courtin            | Fulmine   |                                       |
| 1971 | San Michele        | Fulmine   |                                       |
| 1972 | San Rocco          | Bella     |                                       |
| 1973 | San Rocco          | Bella     |                                       |
| 1974 | San Desiderio      |           |                                       |
| 1975 | Courtin            | Gilda     |                                       |
| 1976 | Courtin            | Gilda     |                                       |
| 1977 | San Michele        | Mora      |                                       |
| 1978 | San Michele        | Mora      |                                       |
| 1979 | San Michele        | Mora      |                                       |
| 1980 | Courtin            | Gilda     |                                       |
| 1981 | Courtin            | Gilda     |                                       |
| 1982 | Courtin            | Gilda     |                                       |
| 1983 | Barriera di Casale | Fulmine   |                                       |
| 1984 | San Michele        | Fulmine   |                                       |
| 1985 |                    |           | Non disputato                         |
| 1986 |                    |           | Palio sportivo                        |
| 1987 | Barriera di Casale | Fulmine   |                                       |
| 1988 | Barriera di Casale | Gigliola  |                                       |
| 1989 | Piazza             | Fulmine   |                                       |
| 1990 | Barriera di Casale | Gigliola  |                                       |
| 1991 | Vicinale           | Gigliola  |                                       |
| 1992 | Vicinale           | Gigliola  |                                       |
| 1993 | Perrona            | Rosamunda |                                       |
| 1994 | Vicinale           | Gigliola  |                                       |
| 1995 | San Rocco          | Ughetta   |                                       |
| 1996 | San Michele        | Stella    |                                       |
| 1997 | Pietra Pirenta     | Ughetta   |                                       |
| 1998 | Vicinale           | Rosamunda |                                       |
| 1999 | Piazza             | Furia     |                                       |
| 2000 | San Rocco          | Ughetta   |                                       |
| 2001 | Courtin            | Rosetta   |                                       |
| 2002 | Perrona            | Stella    |                                       |
| 2003 | Piazza             | Elsa      |                                       |
| 2004 | Barriera di Casale | Stella    |                                       |
| 2005 | Barriera di Casale | Stella    |                                       |
| 2006 | Courtin            | Sofi      |                                       |
| 2007 | Piazza             | Stella    |                                       |
| 2008 | Cristo             | Rosetta   |                                       |
| 2009 | Barriera di Casale | Elsa      |                                       |
| 2010 | Barriera di Casale | Elsa      |                                       |
| 2011 | Barriera di Casale | Elsa      |                                       |
| 2012 | San Desiderio      | Rosetta   |                                       |
| 2013 | Piazza             | Elsa      |                                       |
| 2014 | San Rocco          | Elsa      |                                       |
| 2015 | Perrona            | Elsa      |                                       |
| 2016 | Courtin            | Romeo     |                                       |
| 2017 | Courtin            | Romeo     |                                       |
| 2018 | Piazza             | Giulietta |                                       |
| 2019 |                    |           | Non disputato causa maltempo          |
| 2020 |                    |           | Non disputato causa pandemia COVID-19 |
| 2021 |                    |           | Non disputato causa pandemia COVID-19 |
| 2022 | San Michele        | Elsa      |                                       |
| 2023 | San Rocco          | Giulietta |                                       |
| 2024 |                    |           | Non disputato causa maltempo          |

### Istituzioni, enti e associazioni
- A.N.P.A.N.A.: Associazione Nazionale Protezione Animali Natura Ambiente - Sezione Territoriale e Comando Provinciale Guardie per il Servizio di Polizia Ecozoofila.

## Cultura

### Media
Calliano ebbe negli anni ottanta una televisione locale, Tele Comunità Calliano, di proprietà della locale Parrocchia ed ovviamente di matrice religiosa. L'emittente effettuava molta autoproduzione ma progressivamente entrò in crisi economica. Epilogo dell'importante esperienza culturale fu la cessione degli impianti di trasmissione (che consentivano una discreta copertura del territorio collinare) ad una consolidata realtà regionale dalla medesima linea editoriale di riferimento: la torinese Telesubalpina.
In realtà, la chiusura di CTC (Tele Comunità Calliano) fu causata dall'entrata in vigore della legge 223, del 6 agosto 1990, meglio nota come legge Mammì, che, imponendo ad ogni emittente privata di diventare, di fatto, una TV commerciale, mise fuori legge tutte quelle realtà che avevano unicamente uno scopo informativo locale e non, appunto, commerciale. Non per nulla, l'ultima trasmissione andò in onda il 31 luglio 1990. In quell'occasione, il direttore responsabile dell'emittente, rev. Luigi Venesia, chiarì inequivocabilmente le ragioni della chiusura. I bilanci di CTC, che venivano periodicamente resi noti dagli organi informativi parrocchiali, avrebbero probabilmente garantito la sussistenza dell'emittente, nella forma in cui era stata concepita, se la legislazione in materia non fosse cambiata.

### Gastronomia
Oltre che per il Palio degli asini, Calliano è conosciuta anche per gli agnolotti d'asino, una variante particolarmente rinomata e gustosa degli agnolotti piemontesi. Il ripieno infatti, si contraddistingue appunto per essere costituito da pura carne d'asino. Ogni anno, la pro loco di Calliano partecipa al Festival delle sagre astigiane presentando oltre agli agnolotti, altri piatti e vini tipici locali. Inoltre in paese durante l'anno ci sono due sagre: a fine giugno la sagra dell'agnolotto d'asino, mentre a fine agosto quella dello stufato. Per info si può consultare il sito della locale Pro Loco.
Le colline intorno al paese sono ricche di vigneti (barbera e grignolino) che disegnano sui pendii geometrie che rendono particolarmente affascinante questo territorio.

## Amministrazione

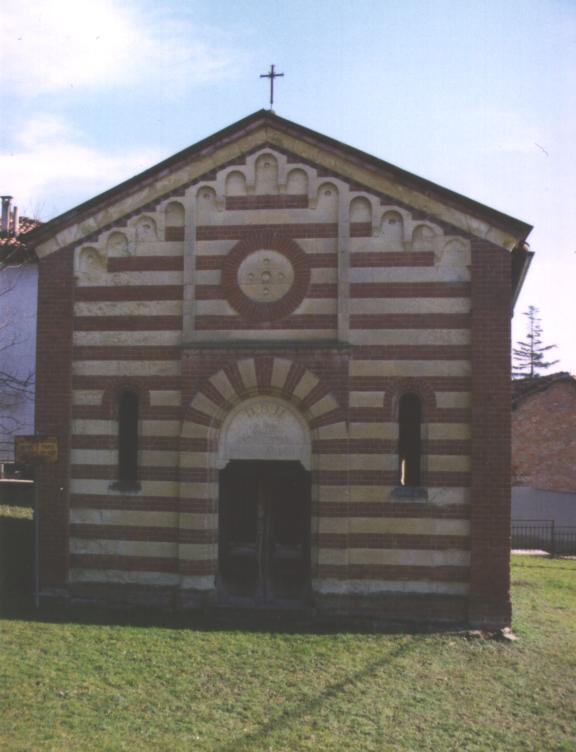
Calliano, Chiesa di San Pietro

Di seguito è presentata una tabella relativa alle amministrazioni che si sono succedute in questo comune.
| Periodo        | Periodo          | Primo cittadino        | Partito                            | Carica  | Note  |
| -------------- | ---------------- | ---------------------- | ---------------------------------- | ------- | ----- |
| 20 giugno 1985 | 19 maggio 1990   | Luigi Cerruti          | -                                  | Sindaco | [ 5 ] |
| 19 maggio 1990 | 6 marzo 1992     | Luigi Cerruti          | -                                  | Sindaco | [ 5 ] |
| 23 marzo 1992  | 17 febbraio 1994 | Piergiuseppe Cuniberti | Democrazia Cristiana               | Sindaco | [ 5 ] |
| 18 marzo 1994  | 24 aprile 1995   | Alfredo Poli           | Partito Democratico della Sinistra | Sindaco | [ 5 ] |
| 24 aprile 1995 | 14 giugno 1999   | Albertolomeo Bonvicino | centro-sinistra                    | Sindaco | [ 5 ] |
| 14 giugno 1999 | 14 giugno 2004   | Paolo Maria Belluardo  | lista civica                       | Sindaco | [ 5 ] |
| 14 giugno 2004 | 8 giugno 2009    | Paolo Maria Belluardo  | lista civica                       | Sindaco | [ 5 ] |
| 8 giugno 2009  | 26 maggio 2014   | Alfredo Poli           | lista civica Calliano nel 2000     | Sindaco | [ 5 ] |
| 26 maggio 2014 | 26 maggio 2019   | Paolo Maria Belluardo  | lista civica Calliano nel 2000     | Sindaco | [ 5 ] |
| 26 maggio 2019 | in carica        | Paolo Maria Belluardo  | lista civica Calliano nel 2000     | Sindaco | [ 5 ] |

### Gemellaggi
- Calliano
- Callian

## Sport

### Judo
La società Judo Olimpic Asti A.S.D. ha effettuato corsi presso questo Comune.
Da questo corso è nata una stella di nome Annalisa Cavagna divenuta Campionessa Italiana nella categoria Esordienti B.